# روي بورتر (أستاذ جامعي)
روي بورتر (بالإنجليزية: Roy Porter)‏ هو مؤرخ طبي ‏ ومؤرخ ومؤلف وكاتب بريطاني، ولد في 31 ديسمبر 1946، وتوفي في 3 مارس 2002 بسبب نوبة قلبية.